# Irena Šinko
Irena Šinko, slovenska pravnica, kmetijska inženirka in političarka; * 5. januar 1964, Ljubljana.
Je nekdanja ministrica za kmetijstvo, gozdarstvo in prehrano Republike Slovenije, saj jo je Državni zbor na predlog premierja oktobra 2023 razrešil. Pred tem je več let delovala na področju kmetijstva in okolja.

## Izobraževanje
Šinkova je po izobrazbi univerzitetna diplomirana kmetijska inženirka. Študirala je na Biotehniški fakulteti v Ljubljani, na Oddelku za zootehniko. Študij je po letu 1995 zaključila tudi na mariborski pravni fakulteti.

## Kariera
Po zaključku študija na Biotehniški fakulteti je dobila zaposlitev v tovarni krmil v Lendavi in delala kot tehnologinja, delo je nadaljevala v Murski Soboti kot kmetijska inšpektorica, zaposlena pa je bila tudi v Srednji kmetijski šoli Rakičan. Leta 1995 je prevzela vodenje Oddelka za kmetijstvo in gospodarstvo na Upravni enoti Murska Sobota, leta 2010 pa dobila funkcijo direktorice Sklada kmetijskih zemljišč in gozdov Republike Slovenije. Nazadnje se je zaposlila kot višja svetovalka na Oddelku za okolje in prostor UE Murska Sobota.

### Ministrica za kmetijstvo
Od 1. junija 2022 do 13. oktobra 2023 je v 15. slovenski vladi opravljala funkcijo ministrice za kmetijstvo, gozdarstvo in prehrano. Z delom je nova ministrica začela že prvi dan po potrditvi, ko si je v Slovenj Gradcu ogledala posledice neurja s točo, ki je po državi odkrivalo strehe, zalivalo objekte in uničevalo pridelek.
3. oktobra je v javnost prišla informacija, da naj bi se ministrica poslovila s položaja. Novico je ministrica Šinko potrdila, dejala je, da sta se s premierjem Golobom srečala in seznanila z razhodom. Sama odstopa ni ponudila rekoč, da jo je potrdil Državni zbor, ki naj jo tudi razreši. Razlogi za razhod s predsednikom vlade naj bi bili predvsem prepozno obveščanje javnosti o pesticidih v nekaterih živilskih izdelkih, zakon o zaščiti živali in odlov nutrij v Ljubljani.
4. oktobra 2023 je premier Golob v Državni zbor poslal predlog za njeno razrešitev. Razrešena je bila na izredni seji dne 13. oktobra 2023, razrešitev je podprlo 49 od navzočih 62 poslancev.